# 五营区
五营区是黑龙江省伊春市已撤销的一个市辖区。这里盛产红松，素有“红松故乡”之美誉，是黑龙江省唯一的森林生态旅游示范区。2019年7月，与红星区、新青区合并为丰林县后改为五营镇。

## 历史
- 五营区的名称，来源于原狩猎营。过去，从汤原到乌伊岭进山狩猎，设了不少营，此地为第五营，故名。原属汤原县管辖的林区，1952年10月，设置伊春县后，随着林业生产的发展，逐渐发展成为小城镇。
- 1955年8月，设立县属五营区，第二年12月设置五营镇。
- 1957年11月，伊春撤县设市后，撤销五营镇，设立伊春市五营区。
- 1960年3月，于区境北部分设五星区。
- 1963年4月13日，省人民委员会批准，撤销五星区，并入五营区。
- 1964年8月，区人民委员会与林业局合并，实行“政企合一”管理体制，隶属伊春特区，1967年改隶伊春市。
- 1992年，五营区成为伊春市管辖的市辖区。位于市境北部，东、东北与红星区相连，东南与美溪区接壤，西南与上甘岭区毗邻，西北抵逊克县境。区政府驻地距市区中心50公里。全区总面积1040平方公里。全区分设五营、丰林两个街道办事处和五星镇。1992年末全区总人口4.46万人，其中非农业人口4.31万人；满、回、蒙古、朝鲜等少数民族人口约占3%。区政府和五营林业局驻地五营街。
- 2000年，区局系政企合一的县级单位。全区行政区划总面积1040平方公里，林业施业区总面积为120573公顷；丰林自然保护区18400公顷；实验林场8050公顷。五营区辖一镇（五营镇）11个街道办事处，34个居民委。全区居民户数为14417户，总人口为42023人。
- 2000年，根据第五次人口普查数据：全区总人口40707人，其中（人）：五营街道20110、丰林街道10014、杨树河街道714、平山街道621、丽丰街道715、永丰街道638、平原街道715、前丰街道759、翠北街道1302、丽林街道922、五星镇4197。
- 2004年，全区行政区划面积1470平方公里，林业局施业区面积120573公顷，林业局局址面积235公顷，丰林国家级自然保护区面积18165.4公顷，丽林实验林场面积8128公顷。辖2个办事处，10个社区，8个林场所。全区总人口34 049人。

## 地理
五营区（局）位于伊春市东北部，小兴安岭南坡腹地，汤旺河中上游。东经129°06′－129°30′,北纬47°54′－48°19′。东、东北与红星区为邻，西南与上甘岭区接壤，东南与美溪区接壤，西北抵逊克县。行政区划总面积1040.95平方公里，其中五营林业局施业区面积77420公顷，占行政区划总面积的74.4％。黑龙江省林业科学院所属丰林森林自然保护区18165公顷，丽林实验林场8050公顷，共占行政区划总面积的25.2％，矿山用地225公顷，农业用地235公顷，共占行政区划总面积的0.4％。

## 行政区划
五营区下辖8个类似乡级单位：
新青镇、红星镇、五营镇、五营林业局、红星林业局和新青林业局
2016年前除上述8个类似乡级单位外，五营区还辖有两个街道：五营街道和五星街道，伊政函【2016】95号文件撤销五营街道和五星街道，下辖地区由五营区直辖。
2019年7月，五营区与红星区、新青区合并成立丰林县。

## 名胜
- 五营国家森林公园（2002年第三批国家AAAA级旅游区、国家级森林公园）
- 黑龙江丰林国家级自然保护区（丰林生物圈保护区，联合国人与生物圈计划，1997年）

## 交通
- 204省道
- 南乌铁路

## 特产
- 五营都柿果酒：中国地理标志产品。以木都柿酿成的酒。
- 五营红松籽、五营黑木耳：中国地理标志产品。